# Noé (Haute-Garonne)
Noé ist eine französische Gemeinde mit 2979 Einwohnern (Stand 1. Januar 2022) im Département Haute-Garonne in der Region Okzitanien. Die Einwohner werden Noémiens genannt.

## Geographie
Die Stadt liegt ca. 35 Kilometer südsüdwestlich von Toulouse und 16 Kilometer von Muret entfernt an der Garonne.
Nachbargemeinden von Noé sind Le Fauga im Norden, Mauzac im Nordosten, Montaut im Osten, Capens im Süden, Longages im Westen sowie Lavernose-Lacasse im Nordwesten.

## Geschichte
Im Zweiten Weltkrieg gab es ein Lager für zwangsweise Internierte zwischen den Orten Noé, Le Fauga und Mauzac, genannt Camp de Noé.

### Bevölkerungsentwicklung
| Jahr                      | 1962 | 1968 | 1975 | 1982 | 1990 | 1999 | 2007 | 2016 |
| Einwohner                 | 835  | 1034 | 1272 | 1543 | 1975 | 2066 | 2497 | 2899 |
| Quelle: Cassini und INSEE |      |      |      |      |      |      |      |      |

## Sehenswürdigkeiten
Siehe: Liste der Monuments historiques in Noé (Haute-Garonne)

## Persönlichkeiten
- Jules Saliège (1870–1956), Erzbischof von Toulouse
- Jean-Baptiste Doumeng (1919–1987), Unternehmer und Philanthrop